# 그랑드 에르민

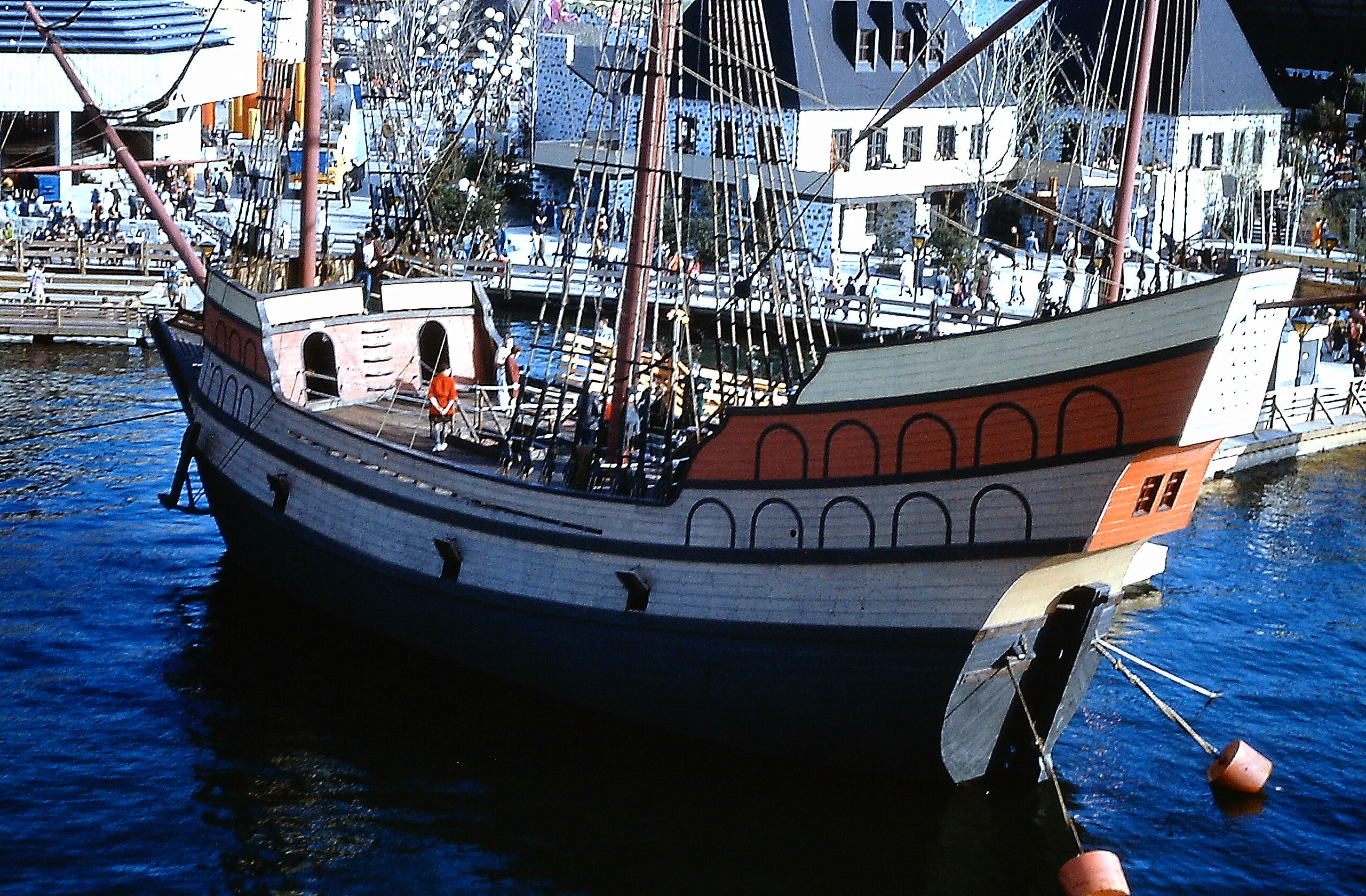
1967년 국제만국박람회 때 몽레알에 전시된 레플리카.

그랑드 에르민(프랑스어: Grande Hermine [ɡʁɑ̃d ɛʁ.min][*])은 프랑스의 탐험가 자크 카르티에가 1535년 항해에서 기함으로 사용한 카라카선이다. 카르티에는 이 배를 타고 1535년 6월 15일 생피에르섬에 도달했으며, 더 나아가 세인트로렌스강과 그 어귀에 살고 있는 이로쿼이 정착지 스타다코나(오늘날의 퀘벡시)를 발견했다.
생피에르 미쿨롱의 비공식 국기에 그려진 노란 범선이 이 배라고 한다.